# When You Awake
When You Awake è una canzone scritta da Robbie Robertson e Richard Manuel che venne inizialmente incisa per l'album dei The Band omonimo del 1969.  Un'esecuzione dal vivo è presente nell'album live, realizzato insieme a Bob Dylan, Before the Flood.

## Il brano
When You Awake è una ballata il cui testo riguarda un ragazzo che riceve consigli da un amico (o un parente) di nome Ollie.  Ollie dice al giovane quanto possa risultare difficoltosa la vita; lo raccomanda (dandogli dello sciocco) a stare attento a dove mette i piedi e guardare ciò che mangia, in un mondo che considera "avaro e vecchio". Il ragazzo allora si rivolge a suo nonno per cercare consolazioni. Le parole di conforto del nonno lo rassicurano, anche se non contraddicono le rigide indicazioni di Ollie.  Per il critico musicale Barney Hoskyns Ollie e il nonno sono la stessa persona.  Robertson ha ammesso che la canzone "è la storia di un passaggio di eredità da una persona a un'altra, la quale a sua volta la passa a qualcun altro. Questa eredità è qualcosa però che, presa al cuore, ci si porterà per tutta la vita." Secondo Nick DeRiso, il testo si concentra più sui sentimenti e le emozioni, piuttosto che ad aspetti letterali.  DeRiso interpreta il verso finale come testimonianza del ragazzo che, diventato grande, ripensa ai consigli che aveva ricevuto molti anni prima. Gli ultimi versi si rifanno in parte alle celebri parole del gospel On the Rock Where Moses Stood:
And if I thought it would do any good
I’d stand on the Rock where Moses stood. 
La voce è di Rick Danko, mentre Manuel suona occasionalmente la batteria.  Robertson alla chitarra esegue ostinati simili a quelli di Merle Travis, Garth Hudson e Manuel suonano rispettivamente l'organo e la batteria in stile ragtime.  Robertson affermò che la parte della chitarra in realtà era una combinazione di note, non propriamente degli accordi.  Il risultato è un suono disarmonico al momento della traslazione della melodia al pianoforte, dato dallo spostamento di Manuel, di norma il pianista del gruppo, alla batteria. La scrittrice Mary Campbell dell'Associated Press notò delle analogie ritmiche con la musica di Bob Dylan.

## Accoglienza
La critica musicale si divide in merito alla canzone. Thomas Ward di Allmusic la considera "una delle meno significative" dell'album The Band, definendo il testo "trito" e la melodia "poco coinvolgente (anche se non sgradevole)." Ward la compara in modo negativo a un'altra canzone scritta da Manuel e Robertson in The Band, Whispering Pines. Per Hoskyns invece When You Awake è intrigante, elogiando particolarmente la voce folksy di Danko. Il Billboard Magazine ritiene la canzone "una delle ballate più inquietanti" della band. Il Billboard descrisse l'esecuzione vocale di Danko come potente. Peter Viney, biografo della Band, la definisce "una strana canzone che spezza la piena potenza del genere Americana dei precedenti tre brani e della successiva traccia dell'album. Riascoltandola, dà l'impressione di una qualsiasi canzone rock. Come una delle loro tracce meglio riuscite, il brano è in grado di trasmettere immagini anche se non è facile ricollegarle insieme."
When You Awake compare in diverse compilation dei The Band: come traccia bonus nella ripubblicazone del 1995 di The Best of the Band e nel cofanetto A Musical History.

## Altre esecuzioni
The Band suonò When You Awake dal vivo nel tour del 1974 con Bob Dylan. Durante l'esecuzione live, Danko indietreggiò dal microfono al termine della canzone per simulare l'uso di un cross-fader di uno studio di registrazione. Una versione del brano venne inclusa nell'album dal vivo del 1974 Before the Flood.  Hoskyns criticò la performance di Before the Flood perché credeva che Danko fosse già spossato per le esecuzioni vocali precedenti. Anche John Nogowski criticò la voce di Danko, oltre che la canzone stessa, definita "la meno di qualità dell'album".
Danko eseguì una versione da solista con la chitarra acustica per lo speciale Classic Albums - The Band di VH1.  Per questa occasione, cambiò il genere di "Ollie", che divenne una donna. Questo fatto alimentò l'ipotesi che lascia intendere che in realtà "Ollie" fosse la madre di Danko, chiamata Ole (diminutivo del vero nome della donna, Leyola).